# Kantongerecht Groningen

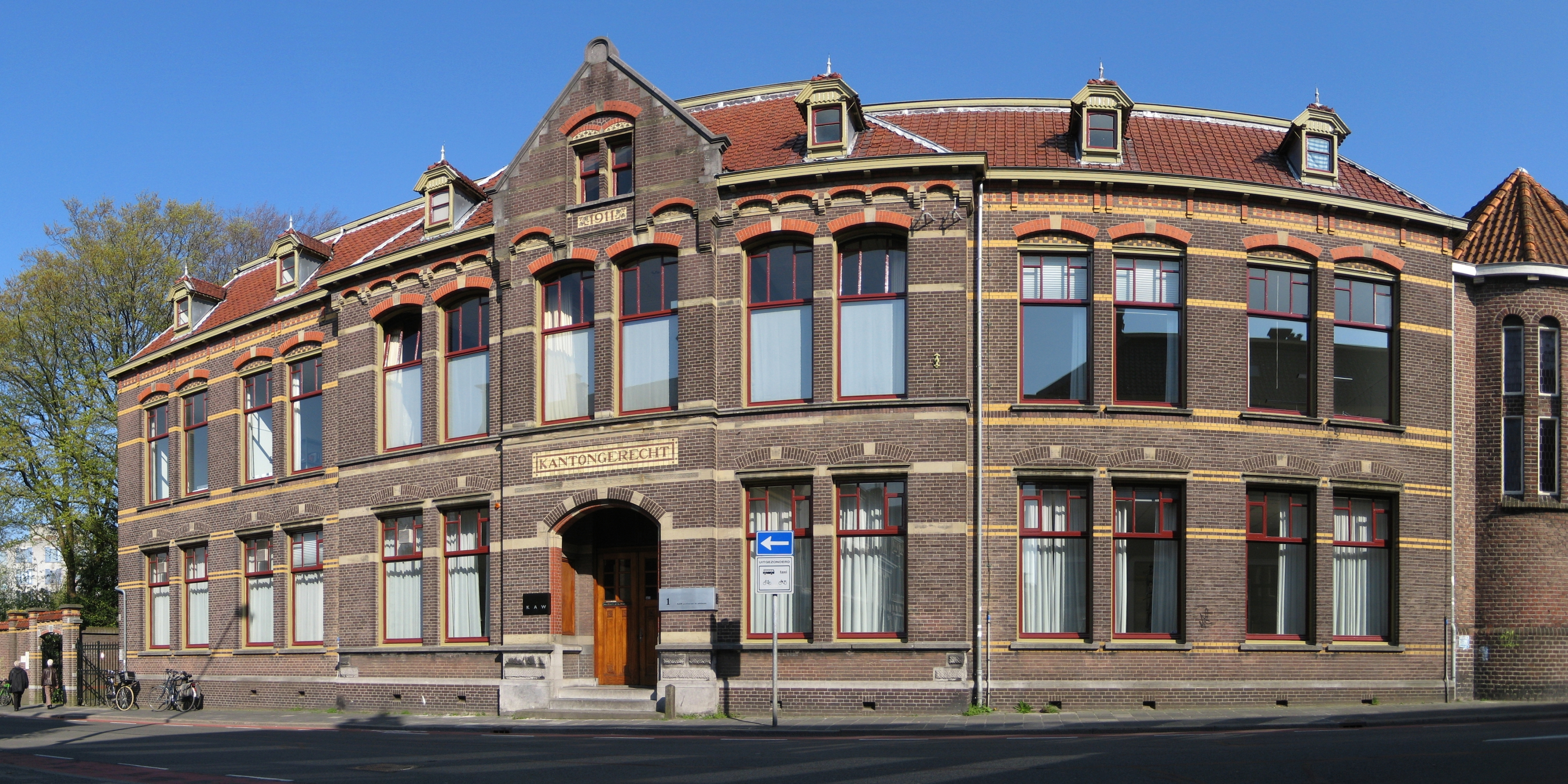
Het oude kantongerecht aan de Kattenhage.

Het kantongerecht Groningen was tot 2002 een van de kantongerechten in Nederland. Het kantongerecht  werd in 1838 ingevoerd als onderste laag van de rechterlijke macht in Nederland. Groningen was in de Franse tijd oorspronkelijk verdeeld in twee kantons met elk een vrederechter. In de loop der jaren werd het in 1838 overgebleven kanton steeds verder uitgebreid. Een eigen gebouw kreeg het gerecht in 1912.

## Het kanton

### 1838-1877
Bij de invoering van het kantongerecht in 1838 bestond het kanton Groningen enkel uit de stad en de omliggende gemeenten Haren en Noorddijk. Haren en Noorddijk waren in de Franse tijd ingedeeld bij het kanton Hoogezand.  Als provinciehoofdplaats was Groningen een kanton der 1ste klasse, en een van de drie kantons waarin het toenmalige arrondissement Groningen was verdeeld.

### 1877-1934
In 1877 vond de eerste grote herindeling van de rechterlijke macht in Nederland plaats. Voor de provincie Groningen betekende dit de opheffing van de rechtbank Appingedam en het kantongerecht in Hoogezand. De kantons van Appingedam werden bij het arrondissement Groningen gevoegd, maar het kanton Groningen bleef ongewijzigd.

### 1934-2001
Een tweede grote herindeling vond plaats in de jaren dertig van de twintigste eeuw als onderdeel van een grote bezuinigingsoperatie. Voor Groningen betekende deze reorganisatie sluiting van de rechtbank Winschoten en de kantons Zuidhorn, Appingedam en Onderdendam. Het rechtsgebied van de drie gesloten kantongerechten werd in zijn geheel aan het kanton Groningen toegevoegd. Bovendien werden de drie randgemeenten Peize, Roden en Eelde die net over de grens in Drenthe lagen, aan het kanton toegevoegd. Groningen werd hierdoor een van de grootste kantons van het land. Het bestond nu uit de gemeenten:
Groningen, Hoogkerk, Noorddijk, Leek, Marum, Oldekerk, Grootegast, Zuidhorn, Grijpskerk, Oldehove, Aduard, Ezinge, Winsum, Baflo, Adorp, Eenrum, Kloosterburen, Leens, Ulrum, Bedum, Ten Boer, Loppersum, Stedum, 't Zandt, Middelstum, Kantens, Usquert, Uithuizen, Uithuizermeeden, Bierum, Delfzijl, Appingedam, Slochteren en tot 1941 in Drenthe: Eelde, Peize en Roden.
Tijdens de oorlog voegt de bezetter de drie Drentse gemeenten weer bij het arrondissement Assen. In 1951 wordt dit ook in de wet vastgelegd.

### Na 2001
Nog net voordat het kantongerecht als zelfstandig gerecht in 2002 wordt opgeheven wordt in Groningen het kanton Zuidbroek opgeheven. Het gebied van Zuidbroek wordt grotendeels toegevoegd aan het kanton Winschoten, enkel de gemeente Hoogezand-Sappemeer wordt toegevoegd aan het kanton Groningen. 
Hoewel de kantongerechten in 2002 verdwijnen blijven de kantons nog bestaan, nu als sector kanton van de rechtbank. Bij de derde grote rechterlijke reorganisatie die per 1 januari 2013 van kracht wordt verliest Groningen zijn eigen rechtbank die opgaat in de nieuwe rechtbank Noord-Nederland. Winschoten blijft nog enige tijd als zittingsplaats voor kantonzaken gehandhaafd, als deze in de loop van 2013 of 2014 dichtgaat zal het  kanton Groningen feitelijk overeenkomen met de provincie Groningen. 

## Gebouwen

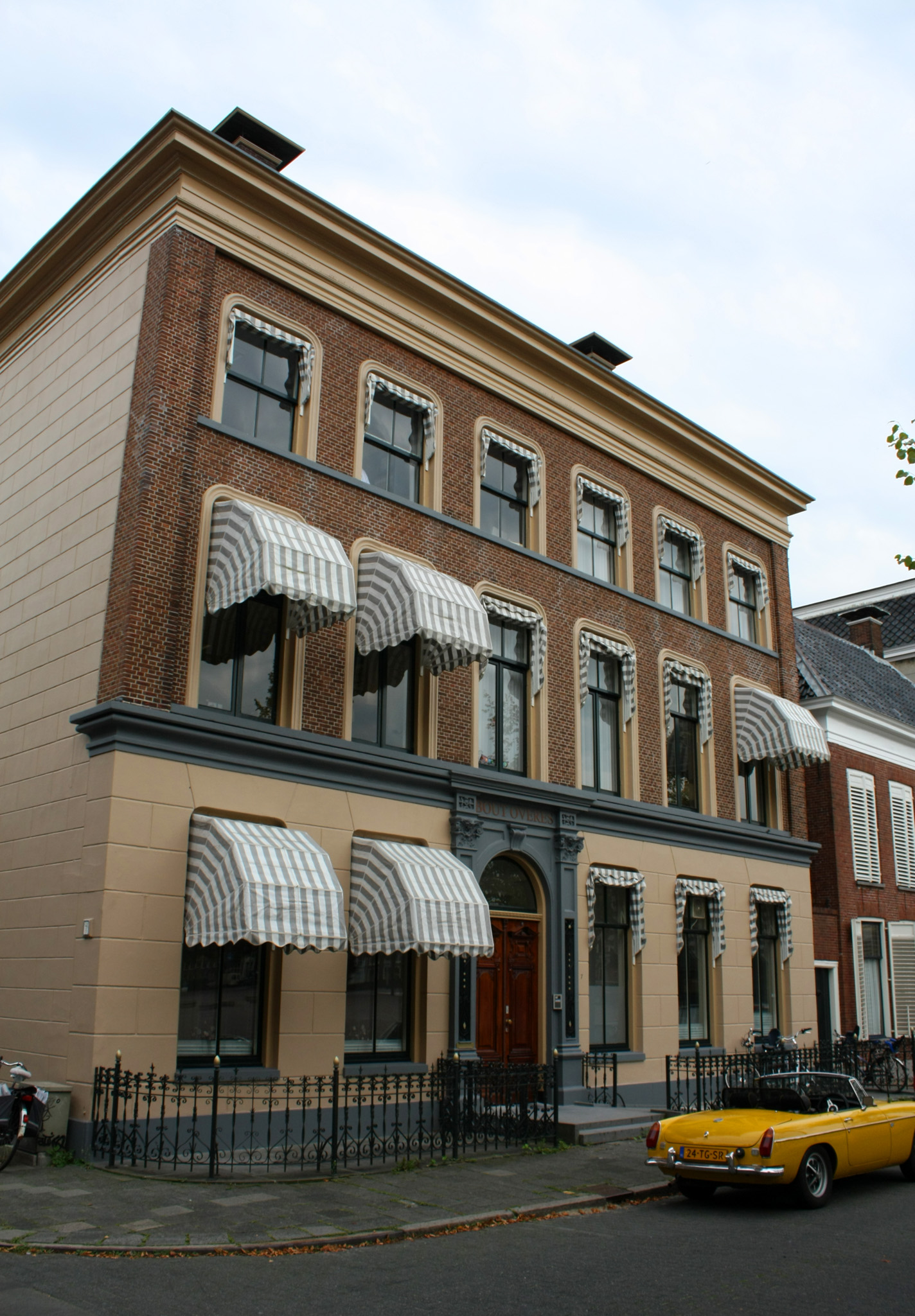
Het gebouw aan de Ossenmarkt.

De vrederechter en ook de kantonrechter in de eerste jaren hield zitting in het stadhuis. Na de opheffing van het provinciaal gerechtshof in Groningen kreeg het kantongerecht een plaats in het gerechtsgebouw in de Oude Boteringestraat. De groei van de rechtbank leidde tot ruimtegebrek en zorgde ervoor dat het kantongerecht uiteindelijk een eigen gebouw kreeg aan de Kattenhage. Dit gebouw, ontworpen door W.C. Metzelaar, kwam gereed in 1912.
Tot 1998 huisde de rechtbank aan de Oude Boteringestraat. Na het vertrek van de rechtbank wilde het ministerie het kantongerecht vestigen in dit pand, maar in de praktijk bleek de Boteringestraat niet geschikt. Het gebouw aan de Kattenhage werd desondanks afgestoten en het kantongerecht verhuisde uiteindelijk naar een pand aan de Ossenmarkt vlak bij de nieuwe rechtbank.